# مقاطعة كلبيبر (فيرجينيا)
 مقاطعة كلبيبر  (بالإنجليزية:  Culpeper County)‏ هي إحدى المقاطعات في ولاية فيرجينيا في الولايات المتحدة الأمريكية.

## أعلام
- إسحاق ر. تريمبل
- جون ماكينلي
- أندرو ستيفنسون
- إدموند بي غينز
- تشارلز سيدني ويندر
- ريتشارد دبليو تومسون